# Brugsch-Syndrom
Das Brugsch-Syndrom ist eine erbliche Erkrankung mit einer Akromikrie bei zentralem Diabetes insipidus. Die Erkrankung wurde nicht als Syndrom anerkannt, ähnelt der Pachydermoperiostose, weist aber keine Akromegalie auf.
Kennzeichen des Brugsch-Syndroms sind neben den Veränderungen der Pachydermoperiostose eine Akromikrie, eine Gynäkomastie, eine Hypotrichose der Haupt- und Schambehaarung sowie eine verdickte und gefältelte Haut. Es wird ein autosomal-dominanter Erbgang vermutet.
Der Name bezieht sich auf den Erstbeschreiber der Akromikrie aus dem Jahre 1927, Theodor Brugsch.